# Alupa Clarke
Alupa Clarke, né le 4 avril 1986 à Québec, est un militaire et homme politique canadien. Il est, d'octobre 2015 à octobre 2019, député conservateur de la circonscription de Beauport—Limoilou à la Chambre des communes du Canada. 

## Biographie

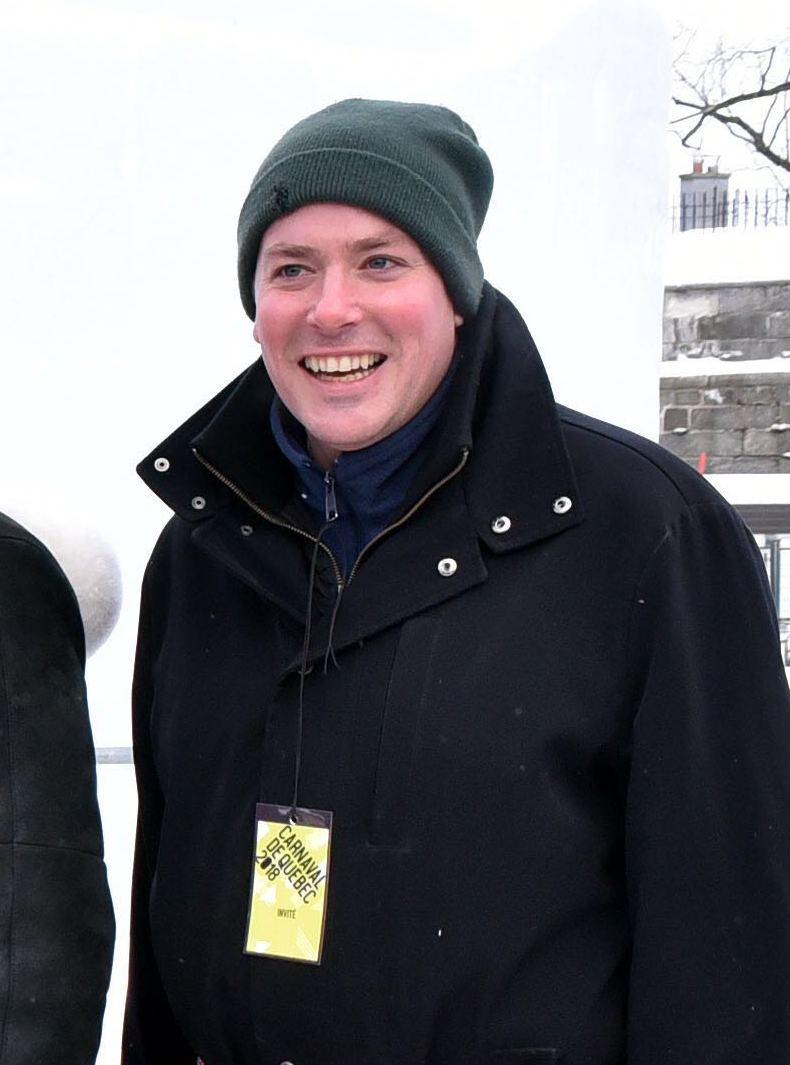
Alupa Clarke en 2018

Alupa A. Clarke est né à Québec le 4 avril 1986. Son père est originaire de Vancouver et sa mère de Beauport à Québec. 
Il grandit au Nouveau-Brunswick, puis en Micronésie. Revenu au Canada à l'âge de 15 ans, il commence à militer pour le Parti conservateur du Canada dès 18 ans. Il est titulaire d'une maîtrise en science politique de l’Université Laval portant sur les théories constitutionnelles de la judiciarisation du politique. Il joint les Forces armées canadiennes en 2010, étant bombardier-chef au sein du 6e Régiment d'artillerie de campagne, une unité de la Première réserve. Il est en congé sans solde durant son mandat de député.
Alupa Clarke est président de l’Association conservatrice de l'Université Laval de 2013 à 2014, de même que président de l’Association conservatrice de la circonscription fédérale de Beauport-Limoilou de 2013 à 2015. Enfin, en 2013, il complète un stage au bureau du premier ministre du Canada. 
Alupa Clarke est père de deux enfants et divorcé depuis 2023.  

### Carrière politique
Alupa Clarke est membre du Parti conservateur du Canada depuis 2007. En 2014, il lance sa campagne en vue d'obtenir l'investiture conservatrice dans la circonscription de Beauport—Limoilou. Le 8 juin 2015, il est choisi lors d'une assemblée, devant deux autres candidats. Il est élu député de la circonscription de Beauport-Limoilou lors de l'élection générale du 19 octobre 2015 avec 31 % des voix. 
Il occupe durant son mandat plusieurs postes de porte-parole de l'opposition officielle. Il est d'abord porte-parole pour les dossiers touchant Services publics et Approvisionnement Canada (novembre 2015 à août 2017), et ceux des anciens combattants (novembre 2015 à octobre 2016). Ses responsabilités parlementaires l'amène à siéger au comité permanent des Anciens combattants (ACVA), ainsi que celui des Opérations gouvernementales et des prévisions budgétaires (OGGO). 
En septembre 2017, Andrew Scheer, nouveau chef du Parti conservateur, le nomme porte-parole de l'opposition officielle en matière de langues officielles et de la francophonie. Il siège alors au comité permanent des langues officielles à titre de vice-président. Durant cette période, il est également porte-parole adjoint du cabinet fantôme en matière de commerce international.
Il est à nouveau candidat lors de l'élection générale d'octobre 2019, mais il n'obtient que 26 % des voix et est battu par Julie Vignola, candidate du Bloc québécois, qui obtient 30,4 % des voix.

### Carrière professionnelle
En février 2022, il devient le directeur général de l’Association hôtelière de la région de Québec (AHRQ).